# Gabby Seiler
Gabby Seiler (Peachtree City, Georgia, Estados Unidos; 14 de septiembre de 1994) es una futbolista estadounidense que juega como centrocampista para el Houston Dash de la National Women's Soccer League (NWSL) de Estados Unidos.

## Trayectoria

### Portland Thorns (2019–2020)
En 2018, Seiler fue seleccionada por el Portland Thorns en la primera ronda del draft universitario de la NWSL.  Seiler, sin embargo, se perdió de jugar toda la temporada 2018 debido a una lesión en la rodilla. Debutó en el Thorns en abril de 2019 en un partido contra Chicago Red Stars.

## Estadísticas

### Clubes
| Club            | País           | Año             |
| --------------- | -------------- | --------------- |
| Portland Thorns | Estados Unidos | 2019 - 2020     |
| Houston Dash    | Estados Unidos | 2020 - presente |